# Changpa
I Changpa o Champa sono un popolo tibetano semi-nomade che si trova principalmente nel Qiangtang in Ladakh, in India. Un numero minore risiede nelle regioni occidentali della Regione Autonoma del Tibet e sono stati parzialmente trasferiti per l'istituzione della Riserva Naturale di Qiangtang. Nel 1989 c'erano mezzo milione di nomadi che vivevano nell'area di Changtang. I Changpa parlano Changskhat, un dialetto tibetano. Praticano il Buddhismo tibetano e sono seguaci del Dalai Lama.

## Changpa della Regione Autonoma del Tibet
La patria dei Changpa è un altopiano noto come Qiangtang, che comprende una porzione del Tibet occidentale e settentrionale e che si estende nel Ladakh sud-orientale. Changpa significa "settentrionali" in tibetano. A differenza di molti altri gruppi nomadi in Tibet, i Changpa non sono sotto pressione da parte degli agricoltori stanziali poiché la stragrande maggioranza della terra in cui abitano è troppo inospitale per l'agricoltura. La maggior parte del Qiangtang tibetano è ora un'area naturale protetta dalla Riserva naturale di Qiangtang, la seconda riserva naturale più grande del mondo, e da quattro nuove riserve adiacenti più piccole per un totale di 496.000 km2, che rappresenta un'area grande quasi quanto la Spagna. Dopo l'istituzione delle riserve c'è stato un incremento degli esemplari delle specie in via di estinzione. Le aree protette si estendono attraverso parti della Regione Autonoma del Tibet, dello Xinjiang e del Qinghai in Cina.

## Changpa del Ladakh

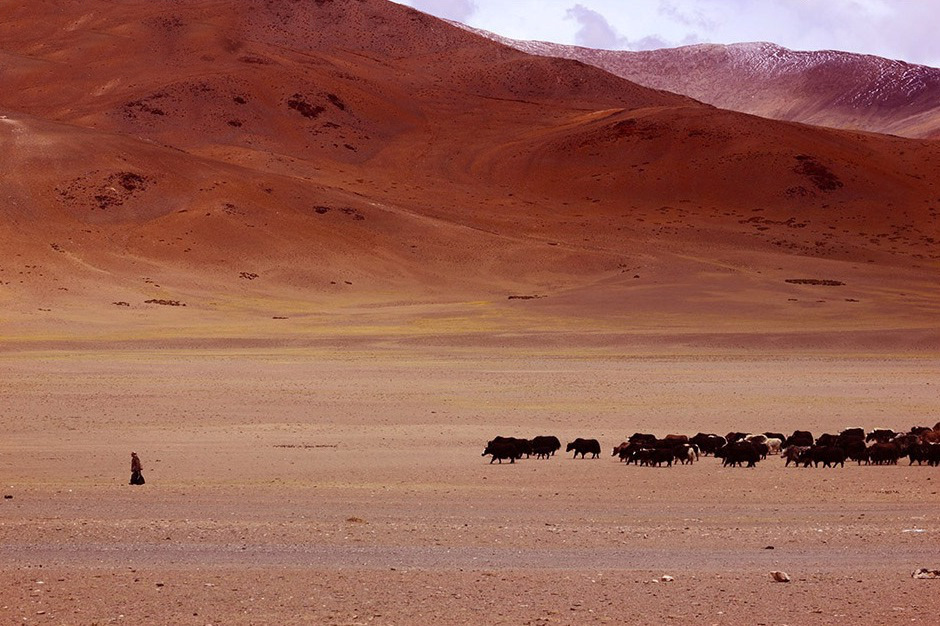
Pastore Changpa che conduce una mandria di yak

I Changpa del Ladakh sono pastori d'alta quota, che allevano principalmente yak e capre. Tra i Changpa del Ladakh, quelli che sono ancora nomadi sono conosciuti come Phalpa e portano le loro mandrie dalla valle di Hanle al villaggio di Lato. Hanle ospita sei insediamenti isolati, dove risiedono i Fangpa, i Changpa stanziali. Nonostante i loro diversi stili di vita, questi gruppi sono imparentati tra loro. I nomadi vivono in tende chiamate rebo, fatte di lana di yak filate nella famiglia e poi tessute insieme. Le tende, che offrono protezione dal freddo e dal vento, sono erette su buche profonde oltre mezzo metro e tenute in piedi da pali.
Storicamente i Changpa del Ladakh migravano stagionalmente con le loro mandrie dal Ladakh in Tibet in inverno, sfruttando i pascoli secondo un consolidato schema temporale. Dal 1951, con l'acquisizione del Tibet da parte dei cinesi e successivamente con la Guerra sino-indiana del 1962, questa rotta fu chiusa. I pastori tibetani migrarono verso la zona indiana, persero l'accesso ai loro tradizionali pascoli invernali e furono costretti ad una progressiva sedentarizzazione. Per garantirsi il sostentamento i Changpa hanno aumentato la produzione della pregiatissima pashmina, prodotta da pelo della Capra hircus; questo li ha portati a competere con la fauna locale, in particolar modo con i kiang, per lo sfruttamento dei pascoli rimasti, diminuiti negli ultimi anni anche a causa del cambiamento climatico. Le estati più torride e gli inverni più freddi spingono inoltre i nomadi a rifugiarsi nei villaggi come Korzok, sulle sponde dello Tso Moriri, in cerca di fonti di reddito alternative, tra cui il turismo, cresciuto notevolmente negli ultimi anni.
Dal 1991 i Changpa sono stati classificati come una Tribù riconosciuta ("Scheduled Tribes") dalla Costituzione della repubblica indiana nell'ambito del programma di azione positiva (affirmative action) per il riconoscimento di quote riservate per l'accesso al lavoro e all'istruzione.